# Mawudzu-Kultur
Die Mawudzu-Kultur ist eine eisenzeitliche Kultur in Malawi und ist nach dem gleichnamigen Fundort in diesem Land benannt. Die Kultur datiert um 1200 bis 1750 n. Chr. und wird hauptsächlich durch ihre Keramik definiert.
Orte dieser Kultur finden sich meist an den Ufern der Shire, seltener in Berggegenden, doch wurde im Laufe der Zeit ganz Südmalawi von dieser Kultur besiedelt. Die Orte liegen meist in der Nähe von guten Wasserplätzen. Der Fund indischer Glasperlen belegt einen Handel mit der Ostküste Afrikas. Es gibt Belege für den Gebrauch von Kupfer.
Es wird vermutet, dass diese Kultur mit der Einwanderung der chewasprechenden Bevölkerung in Verbindung steht, die um 1150 nach Malawi eingewandert sein soll. Dies kann weder wirklich bewiesen noch widerlegt werden. Es ist jedoch auffallend, dass die Mawudzukeramik kaum mit der von der Nkope und Kapeni-Kultur verwandt ist. Sie hat sich also wohl nicht aus dieser entwickelt.